# Nihon Bijutsu Token Hozon Kyokai

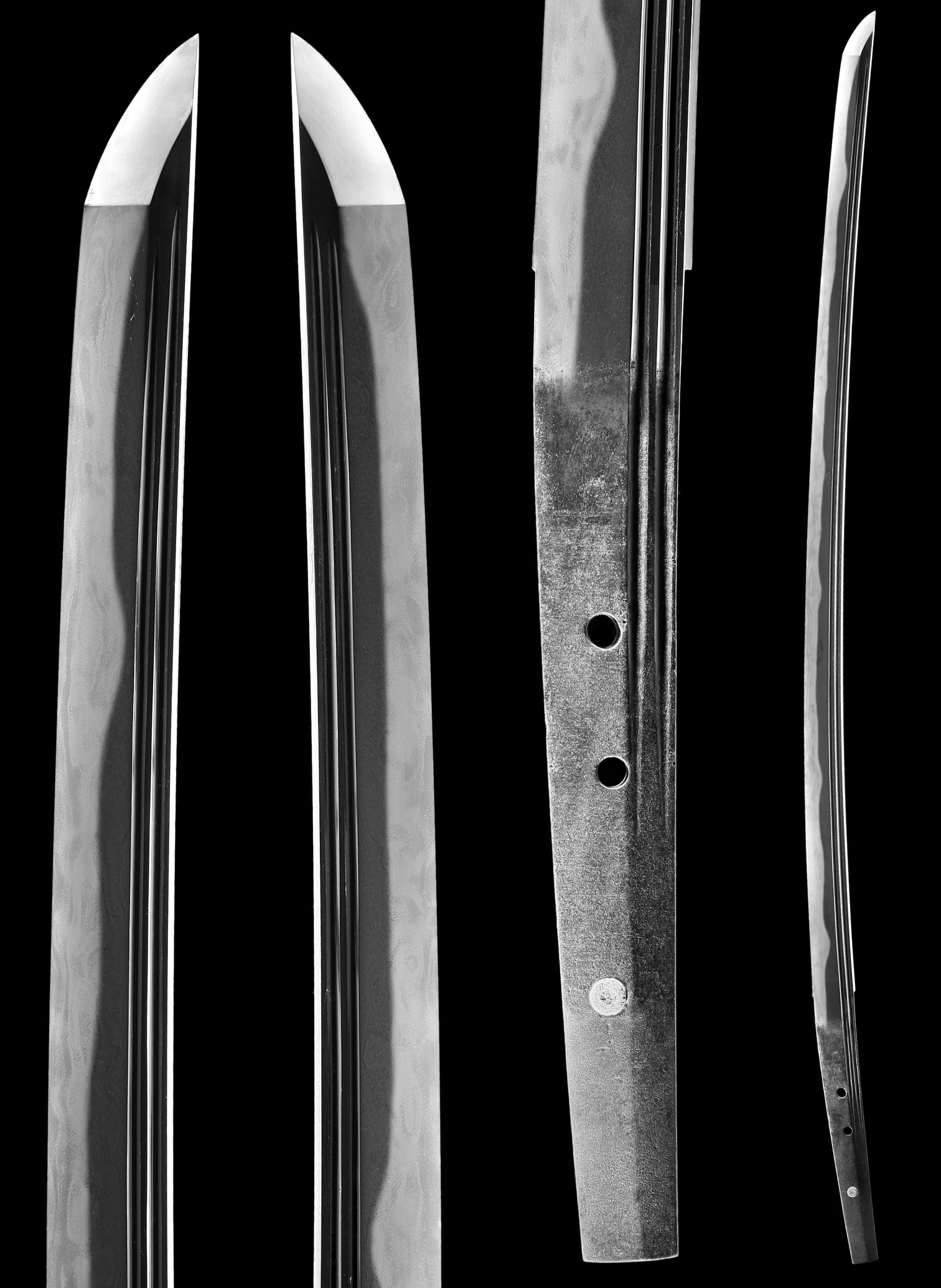
Una katana de la escuela Soshu atribuida a Etchu Norishige y clasificada Tokentsu Juyo Token por el NBTHK.

El Nihon Bijutsu Token Hozon Kyokai (日本美術刀剣保存協会?) (NBTHK) o Sociedad para la preservación de las espadas de arte japonesas es una agencia del gobierno japonés cuya misión es el registro y la preservación de espadas antiguas. 
La Agencia de Asuntos Culturales de Japón fundó el NBTHK en 1948, en respuesta a la prohibición aliada de las espadas japonesas después de la Segunda Guerra Mundial.
El NBTHK celebra concursos anuales para herreros modernos, que es lo más destacado del calendario japonés de fabricación de espadas. El éxito en esta competencia es un gran elogio.
La Sociedad emite certificaciones para espadas antiguas. Hay cuatro niveles de clasificación en este sistema: hozon (digno de preservación), tokubetsu hozon (trabajo de alto valor digno de preservación), token juyo (espada importante) y tokubetsu juyo token (mayor valor e importancia). La certificación de la NBTHK puede aumentar diez veces el valor de reventa de una espada. El NBTHK también es responsable del Museo Japonés de la Espada en Tokio.